# Дива череша
Дивата череша или също Гурупла (Prunus avium) е вид от семейство Розови, подрод Вишна. Родината ѝ е Близкият изток. Расте разпръснато из горите като в сравнение с култивираните видове дава значително по-малко плодове. Расте бързо на височина като може да достигне до 20 – 25 m. Живее до около 100 г. и изисква много светлина. Топлолюбива.
Дървесината на дивата череша се използва широко в мебелирането. Именно голямото търсене на дървесината ѝ за производството на мебели е причина понастоящем дивата череша да бъде обект на засилена генетична селекция. Отглеждат се обширни плантации на базата на семена от само няколко сертифицирани подвида, всички те са с подобрени качества на дървесината в съответствие с изискванията на производителите на мебели. Това обаче може да доведе до значително обедняване на генетичния фонд на вида, тъй като еднотипното засаждане трудно ще позволи на вида да се адаптира добре към бъдещи климатични промени и болести. Обедняването на популацията на дивата череша допълнително се засилва от непрекъснатото създаване на нейни клонирани разновидности. Само във Франция през 2006 г. Националният френски институт за агрономни изследвания (INRA) е обявил създаването на 3 нови клонирани вида, които са още по-продуктивни от гледна точка на дървесината – с правилни стволове и по-голяма устойчивост при обработка. Тези видове са: Гарделин (Gardeline), Монтай (Monteil) и Амелин (Ameline). Целта на селекцията е да се произвежда дървесина с по-голяма хомогенност и по-малко рандеман като напълно се пренебрегват останалите характеристики на вида. Учените не обясняват как тези изкуствено създадени видове ще реагират на климатичните промени и как обедняването на биоразнообразието на дивата череша ще се отрази и на други горски популации, тъй като плодовете на дивата череша са основна храна за голям брой насекоми и птици.